# Wieland Wagner
Wieland Adolf Gottfried Wagner (* 5. Januar 1917 in Bayreuth; † 17. Oktober 1966 in München) war ein deutscher Opernregisseur und Bühnenbildner.

## Leben
Wieland Wagner war das erstgeborene Kind des Komponisten Siegfried Wagner, Sohn Richard Wagners, und dessen Frau Winifred (geb. Williams). Er wurde als Maler und Fotograf ausgebildet und war schon in jungen Jahren für die Bühnenbilder der Bayreuther Festspiele verantwortlich (1937 Parsifal, 1943 Die Meistersinger von Nürnberg).
Er heiratete am 12. September 1941 Gertrud Reissinger, eine einstige Klassenkameradin und Nichte von Hans Reissinger, mit der er bereits seit Schülertagen befreundet war. Aus dieser Ehe gingen die Kinder Iris Wagner (1942–2014), Wolf Siegfried Wagner (* 1943), Nike Wagner (* 1945) und Daphne Wagner (* 1946) hervor. Wieland Wagner starb schon mit 49 Jahren. Seine Grabstätte befindet sich auf dem Bayreuther Stadtfriedhof in der Wagnerschen Familiengruft, in der auch seine Eltern, seine Frau, seine Schwägerin Gudrun Wagner und die Urne seines Bruders Wolfgang Wagner beigesetzt wurden.

### Karriere im NS-Staat
Wieland Wagner gehörte als Sohn seiner von Hitler zutiefst begeisterten Eltern bereits 1933 der Hitlerjugend an. 1937 schuf er Bühnenbilder zum Bühnenweihspiel Parsifal. Joseph Goebbels notierte dazu am 24. Juli in sein Tagebuch: „Stark dilettantenhaft.“ 1938 trat Wieland Wagner in die NSDAP ein (Mitgliedsnummer 6.078.301).
Hitler persönlich befreite ihn im Zweiten Weltkrieg von jeglichem Kriegsdienst. Seinen Zugang zum „Führer“ nutzte Wieland Wagner im Bayreuther Machtkampf (gegen seine Mutter, gegen den künstlerischen Leiter Heinz Tietjen und den Bühnenbildner Emil Preetorius). Er war aktiv als NS-Gaukulturrat in Bayreuth. Während der sogenannten „Kriegsfestspiele“ 1943/44 erstellte er die Bühnendekoration zu den Meistersingern von Nürnberg, der einzigen damals in Bayreuth aufgeführten Wagner-Oper (Zitat Programmheft: „Auf der Festwiese wirken außer dem Festspielchor Hitlerjugend, BDM und Männer der SS-Standarte Wiking mit.“) Zuvor hatte er 1943 im Landestheater Altenburg erstmals den „Ring“ inszeniert. Von September 1944 bis April 1945 leistete Wieland Wagner Kriegsdienst am „Institut für physikalische Forschung“ im KZ-Außenlager Bayreuth, wo viele Häftlinge aus dem KZ Flossenbürg zur Herstellung von Steuerungssystemen für Raketen zur Zwangsarbeit verpflichtet waren. Er war hier stellvertretender ziviler Leiter des Außenlagers Bayreuth. Am 8. April setzte er sich nach Nußdorf am Bodensee ab.

### Karriere im Nachkriegsdeutschland
Wieland Wagner blieb nach Kriegsende in der französischen Besatzungszone. Er tat dies vermutlich, um sich einem strengeren Entnazifizierungsverfahren zu entziehen. Erst am 13. November 1948 kam er zurück und stellte sich dem Entnazifizierungsverfahren. Hierbei verschwieg er sowohl seine Tätigkeit im Konzentrationslager als auch seine durchaus engen Bindungen zu Adolf Hitler, den er noch im Dezember 1944 in der Reichskanzlei zu Berlin aufgesucht hatte. Er wurde auch dadurch als Mitläufer klassifiziert. Seine Mutter meinte dazu: „Der Wieland hätte doch glatt als Schuldiger mit mir vor die Spruchkammer kommen müssen....Daß Wieland so glatt durchgekommen ist...aber im Grunde genommen unverständlich.“. Auch Heinz Tietjen äußerte sich abfällig: „Der Erbe reißt das Werk an sich und die Bayerische Regierung fällt auf diesen übelsten aller Hitler-Günstlinge rein.“
Von Wielands Verstrickungen in das NS-System war von nun an keine Rede mehr; er wandte sich nach dem Krieg vollkommen von seiner „braunen“ Vergangenheit ab und entwickelte sich zu einem innovativen, Traditionsbrüche nicht scheuenden und bisweilen auch bewusst provozierenden Regisseur und Bühnenbildner. Seit dem Neuanfang 1951 war er künstlerischer Leiter der Bayreuther Festspiele, während sein Bruder Wolfgang die kaufmännische Leitung hatte. Als bekanntester Regisseur des Neuen Bayreuth verzichtete Wieland in seinen Inszenierungen auf einen detaillierten Naturalismus. Durch Abstraktionen und eine suggestive Lichtregie blieb die Musik im Vordergrund. Das Bühnengeschehen wurde expressiv verdichtet und nur durch äußerst zurückgenommene stilisierte und bedeutungsstarke Gesten und Bewegungen unterstrichen. Sein Bayreuther Inszenierungsstil wurde zum vielfach kopierten Modell für Operninszenierungen bis in die 1970er-Jahre.
Wieland Wagner gelang es, die besten Sänger und Dirigenten seiner Zeit für seine Arbeiten zu gewinnen. Zu seinen wichtigsten Entdeckungen gehört die Sopranistin Anja Silja, mit der ihn auch eine persönliche Beziehung verband. Außer den Werken seines Großvaters inszenierte er Opern von Christoph Willibald Gluck (Orfeo ed Euridice), Ludwig van Beethoven (Fidelio), Giuseppe Verdi (Aida, Otello), Georges Bizet (Carmen), Richard Strauss (Salome, Elektra), Alban Berg (Wozzeck, Lulu) und Carl Orff (Antigonae, Comoedia de Christi Resurrectione).
Seine Stuttgarter Inszenierung des Fidelio, deren Premiere am 14. November 1954 an der Staatsoper gefeiert wurde, markierte den Beginn seiner Tätigkeit in der baden-württembergischen Landeshauptstadt, die eines der wenigen, im Zweiten Weltkrieg nicht zerstörten Opernhäuser besaß. Dort folgten 16 weitere Regiearbeiten von ihm, die die Bezeichnung „Winter-Bayreuth“ erhalten haben. Weitere Gast-Engagements führten ihn nach Hamburg, Berlin, München, Köln, Frankfurt, Wien, Neapel, Venedig, Turin, Mailand, Rom, Brüssel, Barcelona, Lausanne, Genf, Paris, Amsterdam, Kopenhagen, London und Edinburgh.

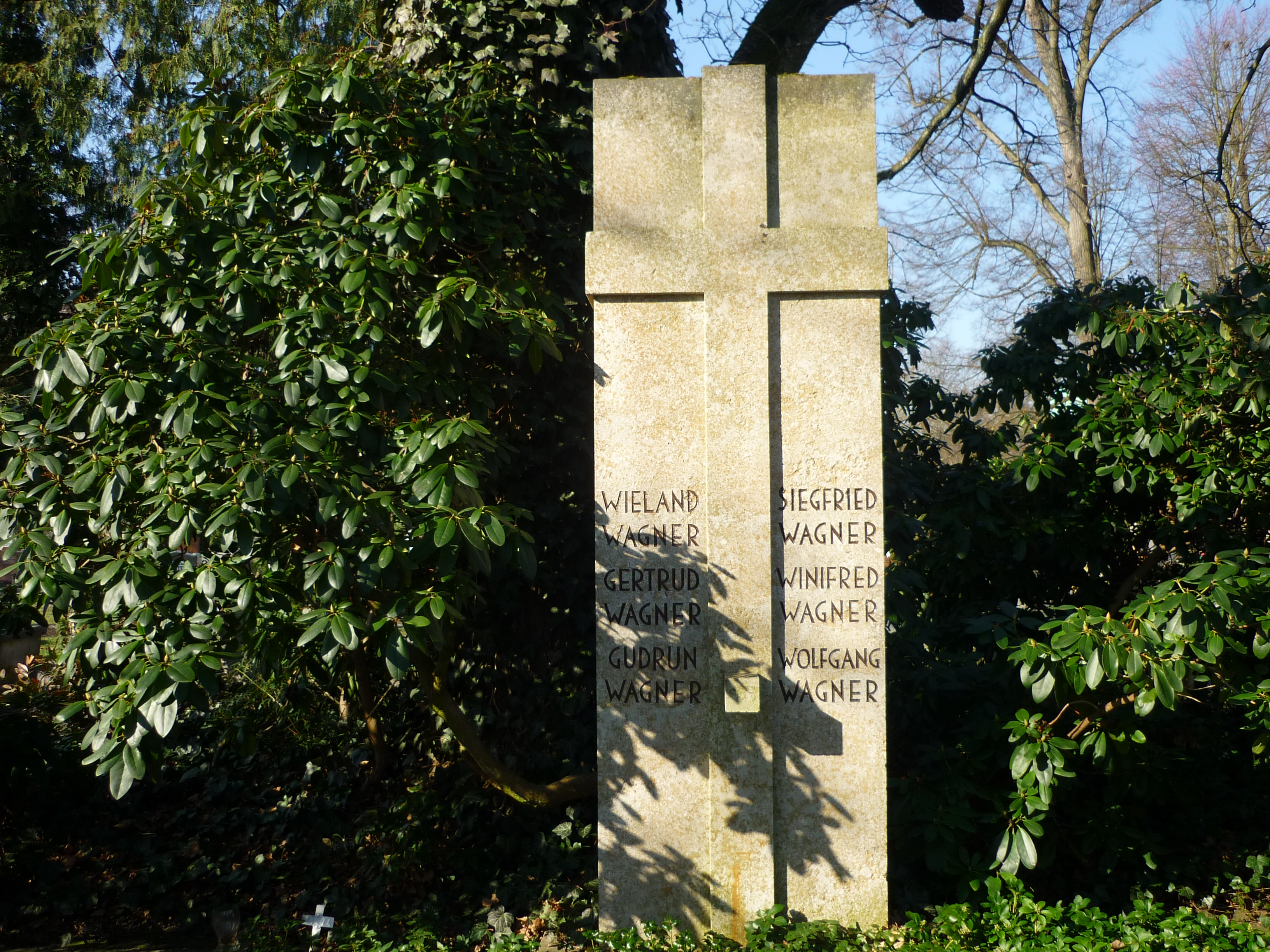
Grabstätte von Wieland Wagner auf dem Bayreuther Stadtfriedhof

In seinen letzten Inszenierungen hatte sich Wieland Wagner wieder mehr dem gegenständlichen Gestaltungsmodell zugewandt. Seit seinem frühen Tod im Oktober 1966 im Alter von 49 Jahren leitete sein Bruder Wolfgang bis 2008 in alleiniger Verantwortung die Bayreuther Festspiele.
Rekonstruierte Inszenierungen von Wieland Wagner wurden später unter anderem in der Metropolitan Opera New York, der San Francisco Opera, dem Sydney Opera House und in Osaka gezeigt.

## Auszeichnungen
- 1959: Bayerischer Verdienstorden
- 1966: Pour le Mérite für Wissenschaft und Künste
- Goldener Ehrenring der Stadt Bayreuth

## Ehrungen
Mit Stadtratsbeschluss vom 26. Oktober 1966 wurde die Fortsetzung der Richard-Wagner-Straße außerhalb des Stadtkernrings in Bayreuth bis zur Einmündung der Königsallee in Wieland-Wagner-Straße benannt.
Die geplante Gedenkveranstaltung zu seinem 50. Todestag, zuletzt in Form eines Podiumsgesprächs im Haus Wahnfried, wurde auf Anweisung des städtischen Kulturreferats abgesagt. Dies sei auf Wunsch der Familie geschehen.